# Padampa Sangye
Padampa Sangye, aussi écrit Dampa Sangye (tibétain : དམ་པ་སངས་རྒྱས, Wylie : dam pa sangs rgyas, THL : Dampa Sangye), décédé en 1117, est un maître bouddhiste dit mahasiddha, originaire du sud de l'Inde. Il y vivait, y enseignait, mais est allé plusieurs fois au Tibet. Il y résidait à Tingri.

## Sources
- The Circle of Bliss: Buddhist Meditational Art, de John C. Huntington, et Dina Bangdel,  Serindia Publications, Inc, 2003, page 153.
- Notices d'autorité :   - VIAF
  - ISNI
  - BnF (données)
  - IdRef
  - LCCN
  - GND
  - Israël
  - NUKAT
  - Tchéquie
  - WorldCat